# Vibraye
Vibraye is een gemeente in het Franse departement Sarthe (regio Pays de la Loire). De plaats maakt deel uit van het arrondissement Mamers. Vibraye telde op 1 januari 2022 2.508 inwoners.

## Geografie
De oppervlakte van Vibraye bedroeg op 1 januari 2022 43,62 vierkante kilometer; de bevolkingsdichtheid was toen 57,5 inwoners per km².

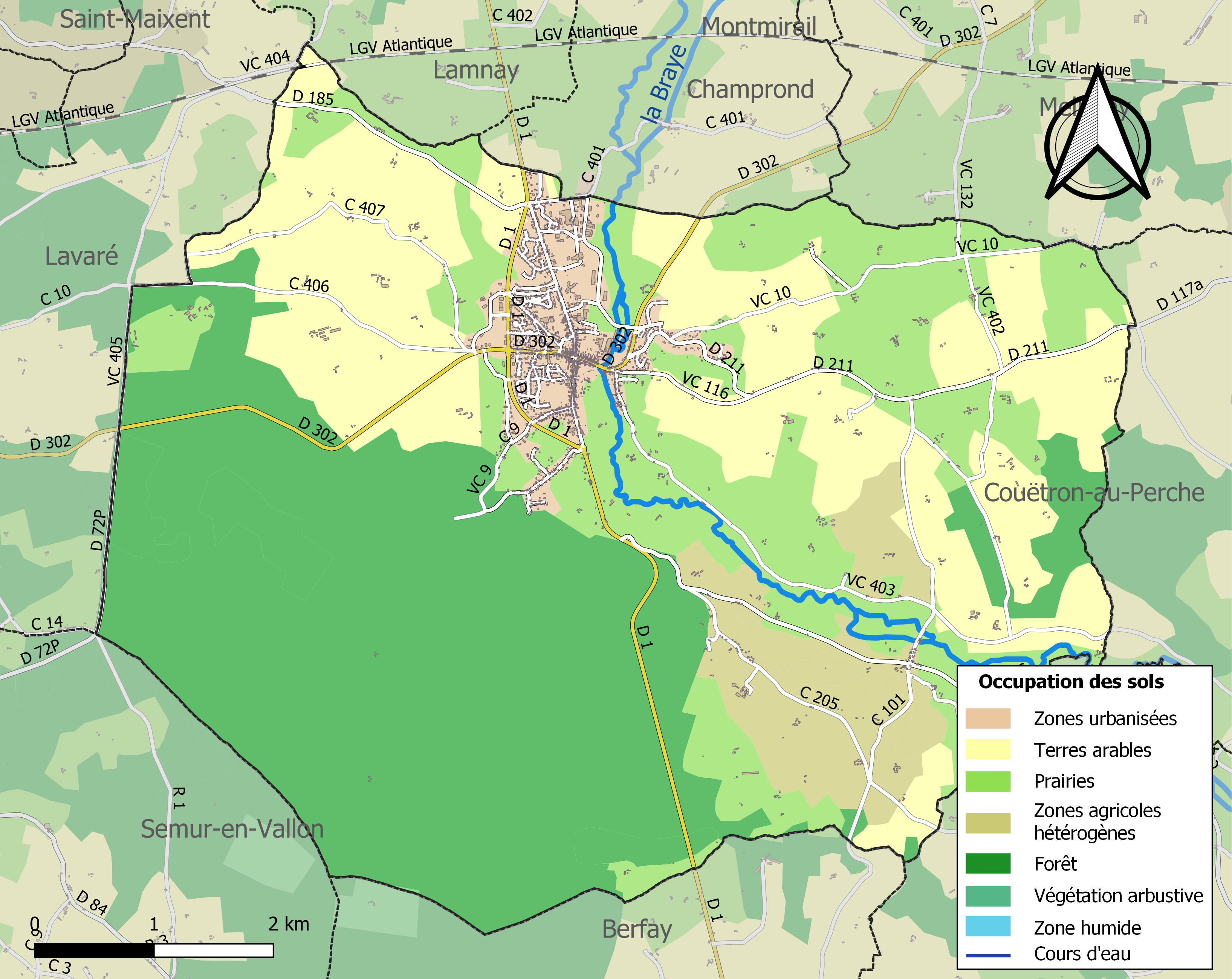
Kaart van de gemeente met de belangrijkste infrastructuur, bodemgebruik en omliggende gemeenten

## Demografie
Onderstaande figuur toont het verloop van het inwonertal (bron: INSEE-tellingen).